# Шнеерсон, Менахем-Мендл
Рабби Менахем-Мендл Шнеерсон (в прижизненных публикациях и традиционно ивр. מנחם מענדל שניאורסאהן‎, англ. Menachem Mendel Schneerson; 5 [18] апреля 1902, Николаев — 12 июня 1994, Нью-Йорк), чаще упоминается как Люба́вич(е)ский ребе (идиш דער ליובאַוויטשער רבי‎, дер люба́вичер ре́бе, ивр. הרבי מליובאװיטש‎, ха-ра́би ми-люба́вич) — 7-й и последний ребе Хабада. Принял руководство Хабадом в Нью-Йорке (США) 17 января 1951 года, спустя год после смерти своего тестя Иосефа Ицхока Шнеерсона. Один из еврейских духовных лидеров XX века. Считается мессией (Ребе Царь Мошиах) некоторыми из своих последователей, часть из которых не признают его физической смерти. Его могила в Нью-Йорке стала местом массового паломничества.
В 1994 году награждён посмертно высшей наградой США — Золотой медалью Конгресса.

## Биография

### Ранние годы
Родился 5 (18) апреля 1902 (11 Нисана) в Российской империи в городе Николаеве (Николаевское градоначальство Херсонской губернии, ныне Украина). Его отец, екатеринославский раввин Лейви Ицхок Шнеерсон (1878—1944), по отцовской линии был праправнуком третьего любавичского ребе Менахема Мендла Шнеерсона (1789—1866), репрессирован советскими органами внутренних дел в конце 1930-х и скончался в Алма-Ате в 1944 году.
Религиозное образование получил у отца в Екатеринославе (ныне Днепр, Украина); благодаря своей матери Ханне (1879—1965), дочери М. Ш. Яновского, раввина города Николаева, получил также светское образование
После переезда в 1924 году Любавичского Ребе Иосефа-Ицхока Шнеерсона в Ленинград также переехал туда и познакомился с его дочерью Хаей Мусей (Хая Мушка, 1901—1988), с которой вскоре был помолвлен.
В 1927 году вместе с семьёй Ребе он переехал в Польшу; в 1929 году, живя в Варшаве, женился на дочери Ребе — Хае-Мусе. Из Варшавы молодожёны переехали в Берлин.
После отъезда из СССР продолжил учёбу в раввинской семинарии Hildesheimer, а затем стал вольнослушателем в Университете Фридриха Вильгельма на факультетах философии и инженерии. В 1933 году переехал в Париж, где закончил инженерное отделение высшей школы — École spéciale des travaux publics, du bâtiment et de l'industrie (ESTP). После этого поступил на математическое отделение в Сорбонне.
В 1940 году был вынужден оставить учёбу и 11 июня, за три дня до падения Парижа и установления морской блокады, успел бежать в Виши, а затем в Ниццу, где оставался до отъезда из Европы.
Переехав в Нью-Йорк (США) в 1941 году, некоторое время работал на бруклинском судостроительном заводе. Затем стал помогать своему тестю, эвакуированному в 1940 году из Варшавы, и тоже обосновавшемуся в Нью-Йорке, в расширении деятельности Хабада. В 1942 году тесть назначил его директором центральных организаций движения (Издательство Кехос и Молодёжное движение Хабада).

### Ребе

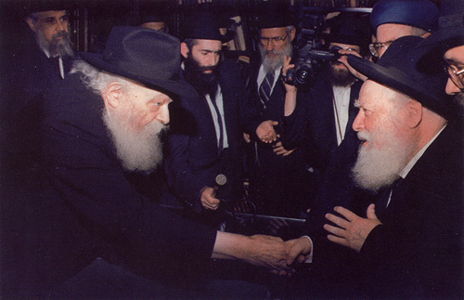
Главные раввины Израиля Авраам Шапира и Мордехай Элияху у Любавичского Ребе 16 мая 1989.

В 1950 году скончался его тесть. В 1951 году, после отказа старшего зятя и обращений хасидов с просьбой принятия на себя руководства движением, 17 января 1951 года (10 швата 5711 года по еврейскому календарю в здании по адресу: 770 Eastern Parkway, Brooklyn, New York) принял на себя руководство Хабадом на собрании хасидских раввинов США и Канады (фарбренгене), посвящённом первой годовщине смерти 6-го любавичского ребе.
В качестве лидера Хабада Ребе вёл широкую деятельность по распространению еврейского образования для разных возрастов. Были открыты новые любавические ешивы, в которых наряду с Талмудом изучался хасидизм, в США, Канаде, Австралии, Англии, Франции, Израиле, России.

## Взгляды

### Отношение к противопоставлению науки и религии
В своём письме одному учёному Ребе так формулирует принципы взаимоотношения науки и религии:
1. Люди, которые интерпретировали отрывки Торы иначе, чем освящённая веками традиция, поступали так только потому, что заблуждались, полагая, будто концепции Торы (о возрасте мира и т. д.) противоречат науке.
2. Апологетическая литература, созданная в результате этого ошибочного мнения, считала, что допускаемая словесная уступка науке не представляет опасности, если она способствует повышению преданности евреев Торе и заповедям.
3. В основе этого подхода лежала ошибочная убеждённость, что научные «выводы» категоричны и абсолютны.
4. Некоторое объяснение этому отношению к науке можно найти в том факте, что Тора оказывает науке больше доверия, чем сама современная наука. Это следует из правила Галахи о том, что запрет нарушать субботний покой теряет силу в случае, когда, по мнению врача, речь идёт о жизни человека. Можно назвать много других аналогичных правил.
5. Важнейшим обстоятельством является то, что последние достижения науки привели к радикальному изменению ею оценки самой себя, чёткому определению границ своих возможностей. Поэтому сейчас в науке нет ничего категоричного, принцип причинности заменён принципом «вероятного следования событий» и т. д.
6. Современная наука считает, что научные суждения и описания не обязательно «представляют» вещи такими, какие они есть в действительности.
7. Наука требует эмпирической проверки. В то же время выводы, относящиеся к явлениям, происходившим в условиях, которые неизвестны человечеству, никогда не могут быть проверены.
8. Поэтому нет оснований считать, что наука (в отличие от некоторых людей, занимающихся наукой) может утверждать что-либо определённое о происходившем в далёком прошлом, на заре истории. Соответственно, нет надобности искать новые интерпретации Торы, чтобы согласовать их с наукой.

### Отношение к Государству Израиль
Менахем-Мендл ни разу не посетил Израиль. Похоронен он не на Святой Земле, а в Нью-Йорке.
Из выступления в 1967 году (период Шестидневной войны):

…Это великое чудо, посредством которого Бог позволил еврейскому народу жить независимо на Святой земле, земле наших праотцев, земле, которую завещал еврейской нации Создатель неба и земли.
Эта истина налагает особую ответственность на граждан Израиля и его правительство и даёт им право сохранять еврейское единство страны. Её образовательная система должна основываться на еврейских ценностях и традиции и вдохновляться ими, с тем чтобы её граждане вырастали гордыми стражами еврейского наследия.

### Мнения о нём как о Машиахе
В соответствии со мнением еврейских законоучителей, считается, что Машиах, хоть и не раскрыт, присутствует в каждом поколении евреев и обладает несколькими признаками. В частности, это праведник, духовный лидер поколения и потомок Давида, то есть представитель династии царей Израиля.
В связи с тем, что Ребе был незаурядной личностью, еврейским лидером и духовным наставником сотен тысяч евреев, многие из его последователей стали воспринимать его как возможного Освободителя. 14 апреля 1992 г. было принято раввинское постановление о том, что Любавичский Ребе официально считается потенциальным Машиахом («бехезкат Машиах»).
Существуют различные чудесные истории о том, что кто-то видел Ребе. Так, 16 ноября 2006 года в видеозаписи, снятой на сотовый телефон, кто-то разглядел мелькнувший силуэт Ребе в «770» (во всемирном центре движения Хабад).

## Книги

### Игрот Кодеш
Письма Любавичского Ребе. До сегодняшнего дня вышло 23 тома писем.
- Игрот Кодеш (святые послания). igrot.com. Дата обращения: 17 июля 2025.
- Подборка писем Любавичского Ребе в переводе на русский язык. moshiach.ru. Дата обращения: 17 июля 2025.

### Статьи
- Избранные маамарим Любавичского Ребе в переводе на русский язык. chassidus.ru. Дата обращения: 17 июля 2025.

### Ликутей Сихот
Избранные беседы Любавичского Ребе. Запись слушателей, отредактированная Ребе.
Беседы («сихот») Ребе произносит на хасидских собраниях — фарбренген. В отличие от «маамаров», в которых Ребе излагает теорию хасидизма как продолжение и развитие учения Баал-Шем-Това, основателя хасидизма, беседы более легки для понимания, носят более свободный характер, касаясь многих тем. Среди них центральное место занимает интерпретация и объяснения тех или иных разделов Торы, однако, беседы включают также многие вопросы еврейского образа жизни, нравственности, воспитания, актуальных проблем евреев в Израиле, в России и в Соединённых Штатах. (из предисловия к изданию Ликутей Сихот на русском языке. chassidus.ru. Дата обращения: 17 июля 2025. изд. Шамир)
- Берейшис. web.archive.org. Дата обращения: 12 октября 2009.. Беседы из первого тома Ликутей Сихот по главам книги Берешит. Изд. «Шамир»
- Шмойс. web.archive.org. Дата обращения: 12 октября 2009.. Беседы из первого тома Ликутей Сихот по главам книги Шмот . Изд. «Шамир»
- Бемидбар. web.archive.org. Дата обращения: 20 сентября 2009.. Беседы из второго тома Ликутей Сихот по главам книги Бемидбар. Изд. «Шамир»
- Дварим. web.archive.org. Дата обращения: 20 сентября 2009.. Беседы из второго тома Ликутей Сихот по главам книги Дварим. Изд. «Шамир»
- Большая подборка избранных бесед Любавичского Ребе. web.archive.org. Дата обращения: 25 августа 2009.

### Торат Менахем
Полное собрание выступлений Любавичского Ребе, начиная с 5710 года — как правило, в неотредактированной записи слушателей, в переводе на иврит. «Торат Менахем» начала выходить после 1992 года, на сегодняшний день издано более 30 томов.
Издание ועד הנחות בלשון הקודש (ивр.). lahak.org. Дата обращения: 17 июля 2025. («Комитет по записи бесед Ребе на Святом языке»)
- Избранные беседы из Торат Менахем. web.archive.org. Дата обращения: 25 августа 2009.

### Хайом-йом
Хасидские учения и афоризмы на каждый день. Издано в 1943 году.
- Йом Йом на сайте Йешива.ру. web.archive.org. Дата обращения: 27 мая 2010.

### Аудиокнига
- Ребе Менахем-Мендл Шнеерсон. Война и мир в святой стране. — Иерусалим: Издательство аудиокниг «Творящее Слово», 2018